# ماتیا سانزون
ماتیا سانزون (انگلیسی: Mattia Sanzone؛ زادهٔ ۱۹ نوامبر ۱۹۹۷) بازیکن فوتبال است.